# Indaeschna
Indaeschna is een geslacht van libellen (Odonata) uit de familie van de glazenmakers (Aeshnidae).

## Soorten
Indaeschna omvat 2 soorten:
- Indaeschna baluga Needham & Gyger, 1937
- Indaeschna grubaueri (Förster, 1904)